# George Lessey
George Lessey est un acteur, réalisateur et scénariste américain né le 8 juin 1879 à Amherst, Massachusetts (États-Unis), mort le 3 juin 1947 à Westbrook  dans le Connecticut, (États-Unis).

## Filmographie

### Comme acteur
- 1910 : From Tyranny to Liberty (it) de J. Searle Dawley
- 1911 : The Declaration of Independence : John Hancock
- 1911 : Romeo and Juliet de Barry O'Neil (en) : Romeo
- 1912 : Mother and Daughters (it)
- 1912 : The Corsican Brothers (it) d'Oscar Apfel et J. Searle Dawley
- 1912 : The Nurse de Bannister Merwin : Hardy
- 1912 : Tony's Oath of Vengeance (it) d'Oscar Apfel
- 1912 : The Heir Apparent (it) d'Oscar Apfel : Prince Rudolph
- 1912 : Comment Washington traversa le Delaware (it) (How Washington Crossed the Delaware) d'Oscar Apfel
- 1912 : The Mine on the Yukon
- 1912 : Rowdy and His New Pal (it)
- 1912 : The Boss of Lumber Camp Number Four (it) d'Oscar Apfel : Robert
- 1912 : The Guilty Party (it) d'Oscar Apfel
- 1912 : The Bank President's Son (it) d'Oscar Apfel : Jack, le fils du Directeur de banque
- 1912 : A Romance of the Ice Fields (it) d'Oscar Apfel
- 1912 : Their Hero (it) d'Ashley Miller
- 1912 : The Sunset Gun (it) de Bannister Merwin
- 1912 : A Western Prince Charming (it)
- 1912 : Jim's Wife (it) : Jim
- 1912 : The High Cost of Living
- 1912 : The Man Who Made Good (it) de J. Searle Dawley
- 1912 : Martin Chuzzlewit (it) d'Oscar Apfel et J. Searle Dawley : Martin Chuzzlewit
- 1912 : A Man in the Making (it) d'Ashley Miller
- 1912 : Le Passant (The Passer-By) d'Oscar Apfel : Hamilton, le jeune-marié
- 1912 : The Little Bride of Heaven (it)
- 1912 : The Workman's Lesson (it)
- 1912 : The Little Artist of the Market (it) : Le mari
- 1912 : The Sketch with the Thumb Print (it)
- 1912 : The Harbinger of Peace (it)
- 1912 : The Dam Builder (it) de Bannister Merwin
- 1912 : The Governor (it) de Harold M. Shaw
- 1912 : Hearts and Diamonds (en) de Harold M. Shaw
- 1912 : Under False Colors (it) de Charles Brabin
- 1912 : A Fresh Air Romance (en) de Harold M. Shaw : Le jeune docteur
- 1912 : A Soldier's Duty (en) de Charles Brabin
- 1912 : At the Masquerade Ball (it) de Harold M. Shaw
- 1912 : The New Member of the Life Saving Crew (it) de Harold M. Shaw
- 1912 : Romance of the Rails (it) de Harold M. Shaw : Frank Denning
- 1912 : Hope, a Red Cross Seal Story (it) de Charles Brabin
- 1912 : A Dollar Saved Is a Dollar Earned (it) de Charles Brabin
- 1912 : His Mother's Hope (it) de Charles Brabin
- 1912 : For Her (it) de Charles Brabin
- 1913 : The Running Away of Doris (it) d'Ashley Miller
- 1913 : It Is Never Too Late to Mend (en) de Charles M. Seay
- 1913 : At Bear Track Gulch de Harold M. Shaw : Jack Turner
- 1913 : Leonie (it) de Charles Brabin
- 1913 : The Mountaineers (it) de Charles Brabin
- 1913 : The Ambassador's Daughter de Charles Brabin : Richard Farnsworth
- 1913 : Sally's Romance d'Ashley Miller
- 1913 : The Governess (it) de Walter Edwin
- 1915 : At the Banquet Table (it) de lui-même
- 1917 : Patria (en), de Jacques Jaccard, Leopold Wharton (en) et Theodore Wharton
- 1918 : To Him That Hath d'Oscar Apfel : Henry Allen
- 1919 : Twilight de J. Searle Dawley : Dr. Henry Charmant
- 1920 : The $1,000,000 Reward (en) de Harry Grossman et lui-même
- 1920 : The Harvest Moon de J. Searle Dawley : Jacques Vavin
- 1920 : Wits vs. Wits de Harry Grossman : James Marsley
- 1921 : A Divorce of Convenience : Senator Wakefield
- 1921 : Is Life Worth Living? (en) d'Alan Crosland : Lawyer
- 1921 : Why Girls Leave Home : Mr. Hedder
- 1921 : Handcuffs or Kisses (en) de George Archainbaud : Elias Pratt
- 1921 : Rainbow : Rufus Halliday
- 1921 : School Days : His Guardian, the Deacon
- 1922 : The Snitching Hour (en) d'Alan Crosland : Larry
- 1923 : Sa patrie (The Silent Command) : Mr. Collins
- 1924 : It Is the Law : Inspector Dolan
- 1925 : Scar Hanan : Bart Hutchins
- 1925 : The Fool : Goodkind
- 1925 : White Thunder : Sheriff Richards
- 1925 : Le Réprouvé (Durand of the Bad Lands) de Lynn Reynolds : John Boyd
- 1937 : Annapolis Salute (en) de Christy Cabanne : Captain Brooks, Academy Commandant
- 1937 : Bashful Ballerina : Committeeman
- 1939 : Dans une pauvre petite rue (...One Third of a Nation...) de Dudley Murphy
- 1940 : L'Étrange Cas du docteur Kildare (Dr. Kildare's Strange Case) de Harold S. Bucquet : Rufus Ingersoll
- 1940 : La Vie de Thomas Edison (Edison, the Man) de Clarence Brown : Toastmaster
- 1940 : Hollywood: Style Center of the World : Mary's Father
- 1940 : André Hardy va dans le monde (Andy Hardy Meets Debutante) : Underwood, a Lawyer
- 1940 : Sporting Blood de S. Sylvan Simon : Banker Cobb
- 1940 : The Golden Fleecing (en) : Buckley Sloan
- 1940 : La Fièvre du pétrole (Boom Town) : Judge
- 1940 : Soak the Old : William Bowen, Narrator
- 1940 : Good Bad Boys (en) d'Edward L. Cahn : Judge Kincaid
- 1940 : En avant la musique (Strike Up the Band) : Mr. Morgan
- 1940 : Sky Murder : Senator Monrose
- 1940 : Dulcy de King Vidor : Judge Paroling Henry to Dulcy
- 1940 : Hullabaloo : Mr. Arthur Jay Norton
- 1940 : Gallant Sons : Judge
- 1940 : Chercheurs d'or (Go West) : New York & Western RR President
- 1941 : Blonde Inspiration : C. V. Hutchins
- 1941 : Forbidden Passage de Fred Zinnemann : American Consul in Lisbon
- 1941 : Des hommes vivront (Men of Boys Town) : Bradford Stone
- 1941 : The Big Boss : Senator Williams
- 1941 : Adventure in Washington : Vice-President
- 1941 : Coffins on Wheels : Narrator
- 1941 : Soirs de Miami (Moon Over Miami) : William 'Willie' Boulton
- 1941 : Sweetheart of the Campus d'Edward Dmytryk : Dr Hale
- 1941 : Les Oubliés (Blossoms in the Dust) : Mr. Keats
- 1941 : We Go Fast : J.P. Hempstead
- 1941 : Tu m'appartiens (You Belong to Me), de Wesley Ruggles : Marshall
- 1942 : Born to Sing : Mr. Lawson
- 1942 : Roxie Hart : Juge
- 1942 : Qui perd gagne (Rings on Her Fingers) : Fenwick Sr.
- 1942 : The Postman Didn't Ring : Governor Marvin Winthrop
- 1942 : Vainqueur du destin (The Pride of the Yankees) : Walter Otto, Mayor of New Rochelle
- 1942 : The Gay Sisters : Judge Barrows
- 1942 : Girl Trouble : Morgan
- 1942 : Une femme cherche son destin (Now, Voyager) : Uncle Herbert
- 1942 : Laugh Your Blues Away (en)  de Charles Barton : Mr. Westerly
- 1943 : Dixie Dugan de Otto Brower : Sen. Patterson
- 1943 : Mission to Moscow : Bill - Well-wisher
- 1943 : Someone to Remember : College Trustee
- 1943 : Pistol Packin' Mama : Mr. Burton
- 1943 : What a Woman! : Senator Hendricks
- 1944 : Henry Aldrich, Boy Scout : Commissioner Towers
- 1944 : None Shall Escape : Presiding Judge
- 1944 : Charlie Chan in the Secret Service : Slade
- 1944 : La Reine de Broadway (Cover Girl) de Charles Vidor : Minister
- 1944 : Buffalo Bill : Mr. Schyler Vandervere
- 1944 : Les Aventures de Mark Twain (The Adventures of Mark Twain) : Henry H. Rogers, Financier
- 1944 : Roger Touhy, Gangster (en) : de Robert Florey : Judge
- 1944 : Bride by Mistake (en) de Richard Wallace : Business Man
- 1944 : Sweet and Low-Down : Norman Wilson
- 1945 : Eadie Was a Lady : Reverend Ames
- 1946 : The Missing Lady : James Douglas

### Comme réalisateur
- 1913 : John Manley's Awakening
- 1913 : The Photograph and the Blotter
- 1913 : The Portrait
- 1913 : Bread on the Waters
- 1913 : The Inventor's Sketch
- 1913 : The New Pupil
- 1913 : The Twelfth Juror
- 1913 : The Bells
- 1913 : His Greatest Victory
- 1913 : A Mutual Understanding
- 1913 : The Awakening of a Man
- 1913 : Saved by the Enemy
- 1913 : For the Honor of the Force
- 1913 : In the Shadow of the Mountains
- 1913 : The Doctor's Duty
- 1913 : The Vanishing Cracksman
- 1913 : The Gunmaker of Moscow
- 1913 : The Mystery of the Dover Express
- 1914 : The Witness to the Will
- 1914 : An American King
- 1914 : The Mystery of the Ladder
- 1914 : With the Eyes of Love
- 1914 : The Mystery of the Silver Snare
- 1914 : Her Grandmother's Wedding Dress
- 1914 : An Alaskan Interlude
- 1914 : His Sob Story
- 1914 : The Mystery of the Amsterdam Diamonds
- 1914 : The Mystery of the Faceless Tints
- 1914 : Molly the Drummer Boy
- 1914 : Her Spanish Cousins
- 1914 : The Two Doctors
- 1914 : Laddie
- 1914 : The Birth of the Star Spangled Banner
- 1914 : Face Value
- 1914 : The Turn of the Tide
- 1914 : The Treasure Train
- 1914 : The Mill Stream
- 1915 : Cap'n Eri
- 1915 : The Millionaire Engineer
- 1915 : The Story the Silk Hats Told
- 1915 : An Oriental Romance
- 1915 : Pressing His Suit
- 1915 : The Five Pound Note
- 1915 : One Night
- 1915 : The City of Terrible Night
- 1915 : The Streets of Make Believe
- 1915 : At the Banquet Table
- 1915 : Tony
- 1915 : The Corsican Brothers
- 1915 : Fifty Fifty
- 1915 : A Life in the Balance (it)
- 1915 : A Strange Disappearance
- 1915 : The Riddle of the Silk Stockings
- 1915 : Mismated
- 1915 : The Marble Heart
- 1915 : His New Automobile
- 1915 : The New Jitney in Town
- 1915 : The Only Child
- 1915 : The Suburban
- 1915 : His Home Coming
- 1915 : An All Around Mistake
- 1915 : Graft
- 1916 : The Purple Lady
- 1916 : His Own Story
- 1918 : The Eagle's Eye
- 1920 : The $1,000,000 Reward
- 1922 : Serum of Evil

### Comme scénariste
- 1915 : The Corsican Brothers